# Ruhrbahn NF4
Die NF4 (kurz für Niederflurfahrzeug der 4. Generation) der Ruhrbahn sind dreiteilige Straßenbahnfahrzeuge der Fahrzeugplattform Flexity Classic des Herstellers Alstom für das Netz der Straßenbahn Essen.

## Aufbau und Ausstattung
Der Triebwagen NF4 basiert auf den in Essen und Mülheim eingesetzten NF2-Triebwagen, deren Fahrzeugkonzept und Design zur Erleichterung der Instandhaltung weitestgehend übernommen wurde. Das meterspurige Zweirichtungsfahrzeug mit einer Länge von 30 Metern und einer Breite von 2,3 Metern hat drei Türen pro Fahrzeugseite und 171 Sitz- und Stehplätze. Neu wurde das bildbasierte Fahrerassistenzsystem zur Hinderniserkennung Obstacle Detection Assistance System (ODAS) eingeführt, das mögliche Kollisionen mit Fußgängern, Radfahrern oder anderen Fahrzeugen erkennen, im Gefahrenfall es einen Alarm an den Fahrer senden und eine Bremsung einleiten kann. Die Außenspiegel wurden durch Außenkameras ersetzt. Im Vergleich zu den Vorgängern wurde beim NF4 der Innenraum verändert: Die Türen wurden mit optischen und akustischen Signalen sowie durchgängigen Lichtgittern versehen und für die Fahrgäste USB-Ladebuchsen verbaut. Die quer in den Drehgestellen angeordneten Motoren sind wassergekühlt.
Der NF4 ist für Strecken mit geringen bis mittleren Haltestellenabständen und einem geringen bis mittleren Fahrgastaufkommen konzipiert und soll mit dem niederflurigen Einstieg auf einer Höhe von 31 Zentimeter, einem großen Eingangsbereich und dem Niederfluranteil von 70 % auch bei ebenerdigen Haltestellen kurze Fahrgastwechselzeit ermöglichen.

## Geschichte
Die Ruhrbahn bestellte im Jahr 2018 bei Bombardier Transportation 32 Fahrzeuge des Typs NF4 für rund 90 Millionen Euro für den Einsatz bei der Straßenbahn Essen.
Die Fertigung übernahm das Werk Bautzen. Die beiden Vorserienfahrzeuge wurden von Bombardier Transportation gebaut, die übrigen nach deren Übernahme durch Alstom.

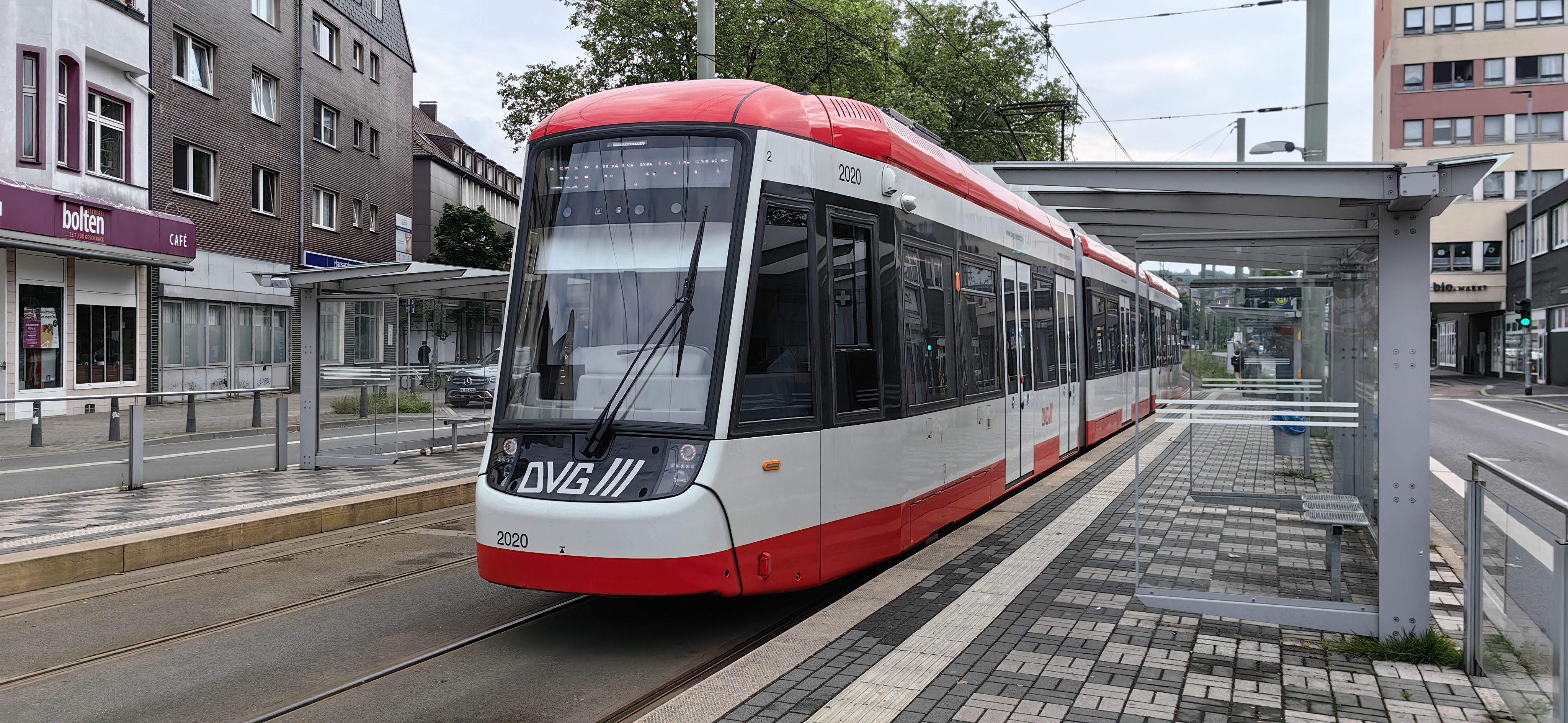
Ein GT8ND am Lutherplatz in Duisburg

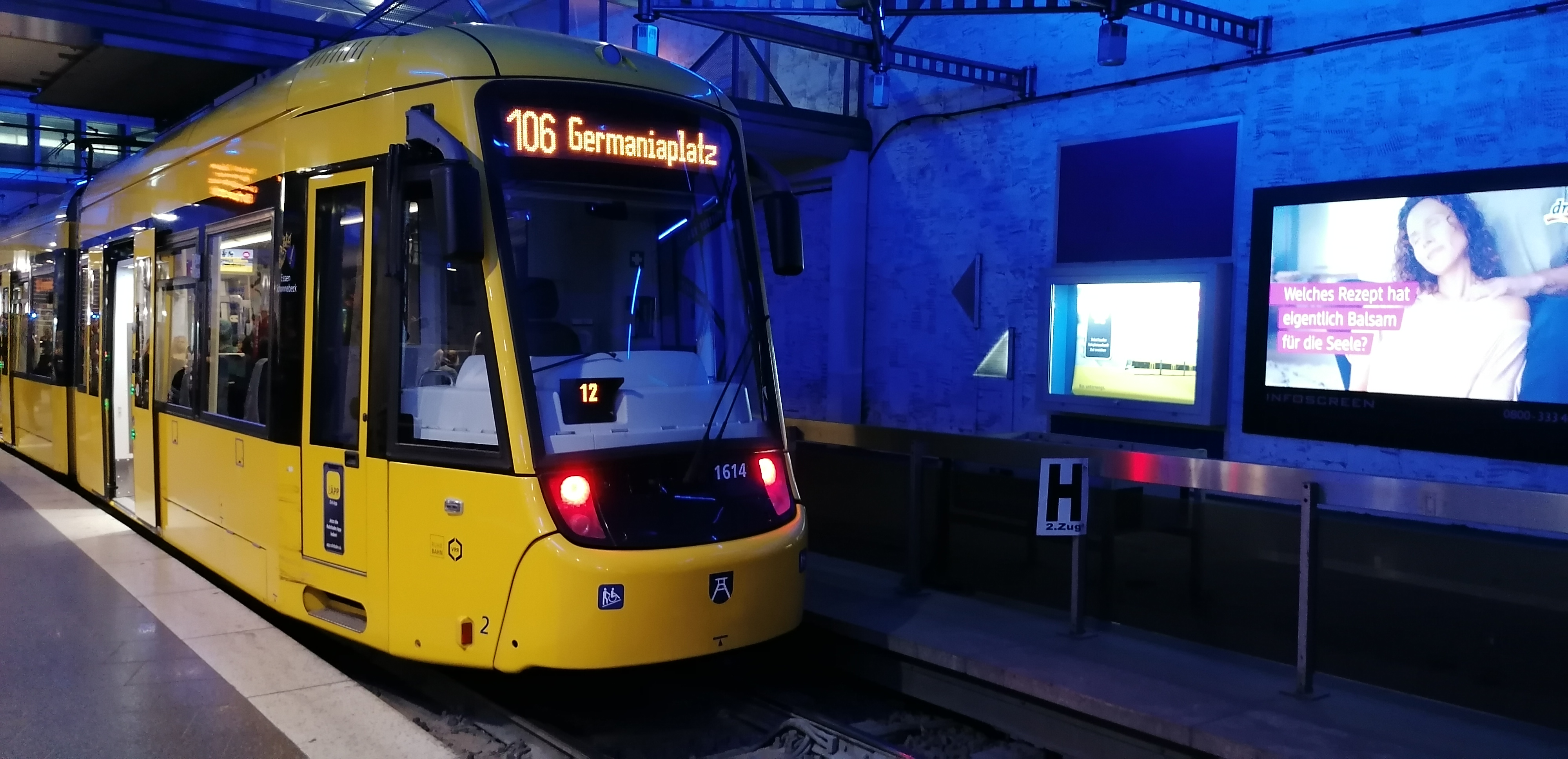
Ein Vorgänger des Typs M8D-NF2 am Essener Hauptbahnhof

Die Duisburger Verkehrsgesellschaft (DVG) bestellte schon im Jahr 2017 bei Bombardier Transportation Fahrzeuge des Typs GT8ND-NF4, die eine andere Spurweite sowie kleine Unterschiede an Aussehen und Länge zum M8D-NF4 aufweisen.

## Einsatz
Im Oktober und November 2021 wurde die ersten beiden Fahrzeuge als Vorserie nach Essen geliefert. Daraufhin wurden im Netz der Straßenbahn Essen Testfahrten durchgeführt. Die Auslieferung der ersten 24 Serienfahrzeuge zur Ergänzung der Straßenbahnflotte und Ablösung die letzten Essener hochflurigen Straßenbahnwagen vom Typ M wurde für die Jahre 2022 und 2023 mit anschließendem Einsatz auf der Südstrecke nach Bredeney angekündigt. Das erste Serienfahrzeug ging zuerst in den Linieneinsatz. Der Wagen 1053 nahm den ersten Betrieb am 25. Oktober 2022 auf der Linie 105 auf. Ein paar Monate später konnten die neuen Wagen auf allen Linien bis auf Linie 108 eingesetzt werden. Seit August 2023, nach dem Umbau der Südstrecke, bedienen die Fahrzeuge auch die Linie 108.
Mit der Inbetriebnahme der Citybahn werden sechs weitere NF4 benötigt.
Die SWK Mobil testete für zwei Wochen (zwischen Ende Juni und Anfang Juli 2024) den Tw 1051 in Krefeld. Bestenfalls beschafft die SWK Fahrzeuge dieses Typs, um bis 2031 die restlichen Fahrzeuge des Typs M8C zu ersetzen.
Da bisher mehr als die 26 benötigten Fahrzeuge im Fahrgasteinsatz sind, verkehren die NF4 seit Ende Oktober 2024 auch vereinzelt auf den Mülheimer Straßenbahnlinien 102 und 104. Ob dies mit der Inbetriebnahme der Citybahn so bleibt, ist unklar.

## Fahrzeugliste
Bis zum Februar 2025 wurden 30 von 32 bestellten NF4 mit den Fahrzeugnummern 1051–1074 und 1077–1082 in den Fuhrpark der Ruhrbahn aufgenommen. Wie die Vorgänger NF2 werden die NF4-Wagen auch auf Essener Stadtteilnamen getauft. Da allerdings fast alle Stadtteilnamen vergeben waren, beschloss die Ruhrbahn, die NF4 auch auf Sehenswürdigkeiten aus Essen zu taufen. Die erste Taufe fand am 19. April 2024 statt. Die erste getaufte Einheit (Wagen 1053) wurde auf Essen-Stadtwald getauft.
| Nummer | Baujahr | Taufname                   | Taufdatum     | Bemerkungen                                                                    |
| ------ | ------- | -------------------------- | ------------- | ------------------------------------------------------------------------------ |
| 1051   | 2021    |                            |               | erstes Vorserienfahrzeug; zu Testzwecken nach Krefeld ausgeliehen; keine Taufe |
| 1052   | 2021    | Baldeneysee                | 26. Juni 2024 | zweites Vorserienfahrzeug                                                      |
| 1053   | 2022    | Essen-Stadtwald            | 19. Apr. 2024 | erstes Serienfahrzeug; ging als erstes in den Fahrgasteinsatz                  |
| 1054   | 2022    | Essen-Fischlaken           | 23. Mai 2024  |                                                                                |
| 1055   | 2022    | Essen-Schuir               | 23. Mai 2024  |                                                                                |
| 1056   | 2022    | Essen-Heidhausen           | 23. Mai 2024  |                                                                                |
| 1057   | 2022    | Essen-Werden               | 23. Mai 2024  |                                                                                |
| 1058   | 2023    | Essen-Haarzopf             | 5. Juli 2024  |                                                                                |
| 1059   | 2023    | Essen-Fulerum              | 5. Juli 2024  |                                                                                |
| 1060   | 2023    | Essen-Vogelheim            | 11. Juli 2024 |                                                                                |
| 1061   | 2023    | Essen-Bergeborbeck         | 9. Aug. 2024  |                                                                                |
| 1062   | 2023    | Essen-Gerschede            | 9. Aug. 2024  |                                                                                |
| 1063   | 2023    | Essen-Bedingrade           | 9. Aug. 2024  |                                                                                |
| 1064   | 2023    | Essen-Bochold              | 9. Aug. 2024  |                                                                                |
| 1065   | 2023    | Essen-Nordviertel          | 13. Aug. 2024 |                                                                                |
| 1066   | 2023    | Essen-Ostviertel           | 13. Aug. 2024 |                                                                                |
| 1067   | 2024    | Essen-Stadtkern            | 13. Aug. 2024 |                                                                                |
| 1068   | 2024    | Essen-Frillendorf          | 13. Aug. 2024 |                                                                                |
| 1069   | 2024    | Museum Folkwang            | 13. Nov. 2024 |                                                                                |
| 1070   | 2024    | Villa Hügel                | 13. Nov. 2024 |                                                                                |
| 1071   | 2024    | Alte Synagoge              | 22. Nov. 2024 |                                                                                |
| 1072   | 2024    | Essener Dom                | 13. Dez. 2024 |                                                                                |
| 1073   | 2025    | Schloss Borbeck            | 2. Juni 2025  |                                                                                |
| 1074   | 2025    | Gruga                      | 2. Juni 2025  |                                                                                |
| 1075   | 2025    |                            |               | Erhielten keine Taufe                                                          |
| 1076   | 2025    |                            |               | Erhielten keine Taufe                                                          |
| 1077   | 2023    | Essen-Freisenbruch         | 19. Aug. 2024 |                                                                                |
| 1078   | 2023    | Essen-Horst                | 19. Aug. 2024 |                                                                                |
| 1079   | 2024    | Aalto-Theater              | 26. Aug. 2024 |                                                                                |
| 1080   | 2024    | Philharmonie               | 26. Aug. 2024 |                                                                                |
| 1081   | 2024    | Essen-Byfang               | 9. Sep. 2024  |                                                                                |
| 1082   | 2024    | UNESCO-Welterbe Zollverein | 5. Nov. 2024  |                                                                                |